# Zonitis fogoensis
Zonitis fogoensis es una especie de coleóptero de la familia Meloidae.

## Distribución geográfica
Habita en las islas de Cabo Verde.